# Staatsvlag
Een staatsvlag (?) (soms ook dienstvlag of regeringsvlag genoemd) is een vorm van een nationale vlag die voorbehouden is om door de overheid gebruikt te worden. In het dagelijks spraakgebruik wordt een nationale vlag echter ook wel een staatsvlag genoemd. De staatsvlag moet niet verward worden met de oorlogsvlag.
Er bestaan staatsvlaggen te land en staatsvlaggen ter zee, die elk een eigen vexillologisch symbool hebben. Een staatsvlag te land komt veel vaker voor dan een staatsvlag voor op zee; een voorbeeld van een land dat zijn overheidsschepen met een aparte vlag uitrust, is het Verenigd Koninkrijk, waar het Blauwe vaandel sinds 1864 als staatsvlag ter zee geldt. Staatsvlaggen onderscheiden zich meestal van civiele vlaggen doordat zij wel het nationale wapen dragen, maar een geheel ander ontwerp hebben.
Ook provincies, regio's en deelstaten gebruiken soms een staatsvlag, zoals de Landesdienstflaggen van veel Duitse en Oostenrijkse deelstaten.
Veel landen hebben geen aparte staatsvlag; dat wil zeggen dat de staatsvlag dezelfde vlag is als de vlag die door burgers gebruikt wordt. Dit geldt ook voor de vlag van Nederland.
Landen met een aparte staatsvlag zijn (verwijzingen naar het artikel over de vlag):
- Vlag van Argentinië
- Vlag van België
- Vlag van Bolivia
- Vlag van Costa Rica
- Vlag van Denemarken
- Vlag van de Dominicaanse Republiek
- Vlag van Duitsland
- Vlag van Ecuador
- Vlag van El Salvador
- Vlag van Finland
- Vlag van Guatemala
- Vlag van Haïti
- Vlag van IJsland
- Vlag van India
- Vlag van Liechtenstein
- Vlag van Monaco
- Vlag van Noorwegen
- Vlag van Oostenrijk
- Vlag van Peru
- Vlag van Polen
- Vlag van San Marino
- Vlag van Spanje
- Vlag van Thailand
- Vlag van Transnistrië
- Vlag van Tuvalu
- Vlag van Venezuela
- Vlag van het Verenigd Koninkrijk, Britse vaandels, Blauw vaandel

Hoofdartikel: Vlaggen van de wereld      Portaal: Vlaggen en wapens
Vlaggen van A tot Z · Historische vlaggen · Handelsvlaggen van de wereld · Marinevlaggen van de wereld · Vlaggen van staten met beperkte erkenning · Vlaggen van internationale organisaties · Vlaggen van gebieden met separatistische of irredentistische bewegingen · Vlaggen van hoofdsteden · Vlaggenlijsten per land · Vlaggen van afhankelijke gebieden · Vlaggen van subnationale entiteiten · Vlaggen van gemeenten · Vlaggen van micronaties · Taalvlag
Zie ook: Vexillologie · Vlag · Vlaginstructie · Wimpel